# Anton Friedrich Hohl
Anton Friedrich Hohl (Lobenstein, 17 de noviembre de 1789 - 23 de enero de 1862) fue un profesor alemán de obstetricia.
Estudió derecho en la Universidad de Leipzig y, tras graduarse, abrió un bufete de abogados en su ciudad natal, Lobenstein. En 1824 pudo conseguir fondos suficientes para estudiar medicina. En 1827 obtuvo su doctorado en medicina en Halle (Sajonia-Anhalt), y en su disertación trató el tema de la microcefalia. Esta tesis se basó en un ejemplar de la colección teratológica de Johann Friedrich Meckel (1781-1833). En 1834, Hohl se convirtió en profesor titular de obstetricia en Halle.
Hohl publicó numerosos trabajos en el campo de la obstetricia, entre ellos un influyente libro de texto: Lehrbuch der Geburtshülfe mit Einschluss der geburtshülflichen Operationen und der gerichtlichen Geburtshülfe (del alemán, "Libro de texto de obstetricia con inclusión de operaciones obstétricas y obstetricia forense"). En 1852 fue el primer médico en describir la agenesia sacra. Anteriormente en su carrera proporcionó una descripción del diseño de un estetoscopio fetal (1834).

## Publicaciones seleccionadas
- De Microcephalia. Halle 1830. (Disertación)
- De Aneurysmatis, eorum medendi manuumque opera sanandi ratione Orfanato, Halle, 1830. (Habilitación)
- Die Geburtshülfliche Exploration. (Exploración obstétrica) Verlag der Buchhandlung des Waisenhauses, Halle 1833–1834, dos volúmenes
- Vorträge über die Geburt des Menschen. Waisenhaus, Halle 1845.
- Die Geburten missgestalteter, kranker und todter Kinder. Casa Waisen, Halle 1850.
- Zur Pathologie des Beckens. (Patología de la pelvis); Engelmann, Leipzig 1852.
- Lehrbuch der Geburtshülfe mit Einschluss der geburtshülflichen Operationen und der gerichtlichen Geburtshülfe. Engelmann, Leipzig 1855